# Чорна вдова (фільм)
«Чо́рна вдова́» (англ. Black Widow) — американський супергеройський фільм, оснований на коміксах видавництва Marvel Comics про супергероїню Чорну вдову, спродюсований Marvel Studios з Walt Disney Studios Motion Pictures у ролі дистриб'ютора. Є двадцять четвертою стрічкою в рамках Кіновсесвіту Marvel (КВМ) і першою стрічкою четвертої фази. Посилатиметься на минуле Наташі в Будапешті. Головну роль зіграє Скарлетт Йоганссон. Зйомкою картини займалась режисерка Кейт Шортленд за сценарієм Еріка Пірсона та оповідання Джека Шеффера та Неда Бенсона, тоді як акторський склад включає в себе Скарлетт Йоганссон в ролі Наташі Романової / Чорної вдови, а також Флоренс П'ю, Девіда Гарбора, О. Т. Фаґбенлі, Вільям Герта, Рей Вінстон, та Рейчел Вайс.
Розробка фільму «Чорна вдова» розпочалася у квітні 2004 року «Lionsgate», а Девід Гейтер долучився до написання та режисури. Проєкт не рухався вперед, і права на персонажа були повернені студії Marvel до червня 2006 року. Йоганссон грала Чорну вдову в кількох фільмів КВМ, починаючи з «Залізної людини 2». Marvel і Йогансон висловлювали спільний інтерес до сольного фільму кілька разів протягом наступних років, до того, як Шеффер і Шортленд були найняті у 2018 році. Подальший кастинг відбувся на початку 2019. Фільмування відбувалися з травня по жовтень у Норвегії, Будапешті, Марокко, Pinewood Studios в Англії та в Мейконі, Джорджія.
Прем'єра стрічки у форматі 3D та IMAX 3D в Україні відбулася 8 липня 2021 року, а в США — 9 липня. Крім того, 9 липня фільм вийшов на стрімінговому сервері Disney+. Спершу вихід фільму в Україні планувався 30 квітня 2020 року, проте був тричі перенесений внаслідок пандемії коронавірусної хвороби.

## Сюжет
1995 рік. Юні Наташа Романова і Єлена Бєлова тікають зі свого будинку в Огайо разом зі своїми прийомними батьками, Алексєєм Шостаковим, радянським аналогом Капітана Америки, відомим як Червоний вартовий, і колишньою чорною вдовою Меліною Востоковою. Після закінчення місії в США Наташу і Єлену забирають в Червону кімнату для подальшого навчання.
2016 рік. Після битви Месників в аеропорту Лейпцига, через порушення Соковійських угод Наташа ховається від уряду і державного секретаря США Таддеуса Росса. Вона прямує до Норвегії, де їй допомагає сховатися її друг Рік Мейсон. Тим часом, на місії Червоної кімнати в Марокко Єлена Бєлова вбиває колишню вдову, але та встигає розпорошити в обличчя Єлені якусь речовину, червоний пил, що позбавляє Червону кімнату контролю над її свідомістю. Бєлова відправляє кілька ампул протиотрути Наташі в надії, що та повернеться і допоможе їй.
У Норвегії Спостерігач нападає на машину Романової, яка і не підозрює, що в її машині протиотрута. Наташі вдається вислизнути; вона дізнається, що протиотруту прислала Єлена. «Сестри» возз'єднуються в Будапешті, де на них нападають інші чорні вдови. Наташа дізнається, що Червона кімната все ще існує і її глава Дрейков живий. У 2000-і роки, щоб вступити в «Щ.И.Т.», Романова разом з Клінтом Бартоном спланувала підрив будівлі, в якому знаходився Дрейков зі своєю маленькою дочкою Антонією; після цього обидва вважалися загиблими (спогад про це переслідувало Наташу все життя). У Будапешті Наташа і Єлена тікають від Спостерігача і за допомогою Ріка Мейсона отримують вертоліт.
Романова і Бєлова витягують з російської в'язниці Алексєя Шостакова, щоб дізнатися, де ховається Дрейков. Алексєй пропонує поговорити з Меліною Востоковою, яка все ще працює на Дрейкова і живе на фермі під Санкт-Петербургом, займаючись експериментами над свинями. На «сімейному» обіді Єлена зізнається, що їх фальшива сім'я свого часу була для неї єдиною. Востокова, будучи вірною Дрейкову, видає йому їх місцезнаходження, і героїв забирають на повітряну базу Червоної кімнати.
Дрейков дякує Меліні за упіймання втікачів вдів, але з'ясовується, що на фермі Меліна і Наташа помінялися місцями і спланували захоплення кімнати за допомогою технології лицьових масок. Наташа дізнається, що під маскою Таскмастера ховається Антонія Дрейкова, яка під час вибуху отримала настільки серйозні травми, що Дрейков був змушений вставити в її голову чіп, перетворивши свою дочку в ідеального солдата. Романова розуміє, що не може нашкодити Дрейкову через блокування феромонів, встановленої у кожної із вдів. Наташа навмисно перебиває свій носовий нерв, щоб відключити блокування, і нападає на Дрейкова.
Тим часом, Меліна намагається вивести з ладу двигун корабля, Алексєй бореться з Антонією, а Єлена шукає інших вдів, яких Дрейков нацьковує на Наташу. У критичний момент Бєлова встигає розпорошити над ними червоний пил, що звільняє розуми вдів. За допомогою пульта управління Червоної кімнати Романова відключає програму в усьому світі. Повітряна база втрачає висоту. Меліна і Алексєй відлітають на літаку, а Єлена підриває рятувальний корабель Дрейкова. Наташа віддає їй парашут, а сама бореться в небі з Антонією.
Після успішного приземлення Романова використовує останню ампулу червоного пилу, звільняючи Антонію від контролю розуму. Єлена, Меліна і Алексєй забирають Антонію та інших вдів і прощаються з Наташею. Бєлова дарує «сестрі» на пам'ять свій жилет. А Наташа спостерігає за колоною автомобілів генерала Росса, що наближається. Два тижні по тому Романова, перефарбувавши волосся в білий колір на честь Єлени, зустрічається з Ріком Мейсоном, який надає їй квінджет. Наташа відлітає на ньому з метою звільнити Месників з в'язниці Рафт.
У сцені після титрів, дія якої відбувається після смерті Наташі, Єлена Бєлова на могилі нареченої сестри зустрічає графиню Валентину Аллегру де Фонтейн, свого роботодавця. Єлена дізнається, що її наступна місія — вистежити і вбити людину, «винну» в смерті Наташі, — Клінта Бартона.

## У ролях
- Скарлетт Йоганссон — Наташа Романова / Чорна вдова:

Висококваліфікована колишня вбивця КДБ, колишній агент Щ.И.Т.а, і колишній член Месників. Її справжнє ім'я — Наталія Іванівна Романова, поки вона не змінила його. Йоганссон заявила, що фільм дає «можливість вивчити вдову як жінку, яка шукає себе і робить свій вибір, ймовірно, один раз у своєму житті, оскільки вона ніколи не мала такої можливости».
- - Евер Андерсон — юна Наташа
- Флоренс П'ю — Єлена Бєлова / Чорна вдова:

Названа сестра Романової, що навчалася в Червоній кімнаті Радянської Росії, щоб стати однією з вбивць, відомих як Чорні вдови.
- Девід Гарбор — Алексєй Шостаков / Червоний Страж:

Російський суперсолдат, колега Капітана Америки, який має історію з Наташею Романовою. Названий батько Наталії Романової. Він не той героїчний, шляхетний чоловік, яким люди хочуть, щоб він був. Він як комічно, так і трагічно має багато недоліків.
- Рейчел Вайс — Меліна Востокова / Чорна вдова:

Досвідчена шпигунка, яка навчалась у Червоній кімнаті, яка була залучена до наукового експерименту; колишня дружина Червоного Вартового. Названа мати Наталії Романової.
- Ольга Куриленко — Антонія Дрейкова / Спостерігач:

антагоністка.
- О. Т. Фаґбенлі — Рік Мейсон:

Союзник з минулого Романової в Щ.И.Т.і, який їй допомагає.
- Вільям Герт — Генерал Таддеус Росс:

Державний секретар США та колишній генерал армії США.
Крім того, Рей Вінстон і Олівер Ріхтерс зіграли Дрейкова та Урсу відповідно.

## Виробництво

### Розробка
У лютому 2004 року права на екранізацію коміксу «Чорна вдова» були скуплені компанією Lions Gate Entertainment, а сценаристом і режисером стрічки повинен був стати Девід Гейтер. У червні 2006 року Lions Gate звернула роботу над проєктом і передала права студії Marvel. У лютому студія увійшла у переговори з Емілі Блант у ролі Чорної вдови у «Залізній людині 2», але акторка не змогла потрапити у проєкт через конфлікт з графіком комедії «Подорожі Гуллівера». Через місяць роль героїні отримала Скарлетт Йоганссон, акторка одразу підписала контракт на фільмування у майбутніх проєктах. У вересні 2010 року, просуваючи вихід «Залізної людини 2» на домашніх носіях, глава студії Marvel Кевін Файгі заявив, що плани про створення сольного фільму про Чорну вдову уже обговорювалися, але було вирішено сфокусуватися на кросовері «Месники». Після «Месників» Йоганссон знялась у наступних проєктах Кіновсесвіту Marvel: «Перший Месник: Друга війна», «Месники: Ера Альтрона», «Перший Месник: Протистояння», «Месники: Війна нескінченності» і «Месники: Завершення». Після прем'єри «Ери Альтрона» акторка зізналась, що Marvel змінювала число фільмів у її контракті у зв'язку з позитивними відгуками глядачів на персонажа у виконані Скарлетт.
У квітні наступного року Йоганссон висловила бажання знятися в сольному фільмі за умови, якщо авдиторія буде не проти. У серпні режисер Ніл Маршалл був готовий зайнятися екранізацією і заявив таке: «Цей персонаж по-справжньому цікавий, у неї немає суперсил, тільки екстраординарні навички, і світ, звідки вона (колишній найманий вбивця КДБ) прийшла, неймовірно зачаровує». Пізніше Йоганссон повідомила, що її персонаж вже знайшов місце в Кіновсесвіті Marvel. До виходу фільму «Перший месник: Протистояння» у квітні наступного року, Файгі зазначив, що фільм «Чорна вдова» може вийти через чотири або п'ять років. Продюсер додав, що Marvel «творчо й емоційно» змушені взятися за кінокомікс.
У липні 2016 року режисер перших двох частин «Месників» Джосс Відон заявив, що може зняти «Чорну вдову» і зробити з нього шпигунський трилер, схожий з творами Джона Ле Карре. У жовтні Йоганссон описала свій можливий кінопроєкт як приквел. «Можна повернути Наташу в Росію. Зайнятися дослідженням програми „Вдова“. Безліч подій можна задумати», — заявляє Скарлетт. Також акторка попередила, що, можливо, не захоче «носити обтислий комбінезон» цілу вічність.
У жовтні 2017 року студія Marvel почала проводити ряд зустрічей зі сценаристами. У грудні Кевін Файгі зустрівся з Жак Шеффер, найнявши її для роботи над сценарієм кінокоміксу. Пізніше Marvel приступила до пошуків жінки-режисера. У число кандидатів входили 65 постановниць, серед яких Деніз Гамза Ергювен, Хлоя Чжао, яку пізніше залучили до фільмувань «Вічних», Амма Асанте і Лінн Шелтон. У наступні місяці список скоротився до 49 кандидаток, потім в червні головні претенденти Кейт Шортленд, Асанте і Меггі Беттс зустрілися зі Скарлетт Йоганссон і Кевіном Файгі. В результаті режисерське крісло дісталося Шортленд.

### Підготовка
У лютому 2019 року Marvel запросила Неда Бенсона переписати сценарій. Тим часом в мережі розлетілася чутка про те, що Американська асоціація кінокомпаній надасть кінокоміксу рейтинг R, проте Кевін Файгі цю інформацію спростував. Пізніше Флоренс П'ю ввійшла в переговори про фільмування. Також студія Marvel розглядала участь Сірші Ронан в картині, пізніше взяла Флоренс в проєкт. У квітні 2019 року склад акторів поповнився Девідом Гарбором, Рейчел Вайс і О. Т. Фаґбенлі.

### Фільмування
Виробництво картини почалося 28 травня 2019 року у Норвегії. Також частину фільму зняли у Великій Британії.

## Музика
Саундтрек до фільму написав Александр Деспла.

## Випуск
Вихід стрічки у кінотеатрах відбувся 8 липня 2021 року на території України та 9 липня у США.
Спершу реліз фільму був запланований на 1 травня в США і 30 квітня 2020 в Україні. Проте через вплив пандемії коронавірусної хвороби 2019-20 на кінематограф, зокрема закриття більшості кінотеатрів, дата виходу стрічки була перенесена на невідомий період. Певний час ЗМІ повідомляли, що «Чорна вдова» займе осінній слот наступної кінокартини від Marvel Studios — «Вічних», але тоді представники Disney відповіли, що поки що не збираються переносити «Чорну вдову». Адам Б. Вері та Метт Доннеллі у статті для Variety також запитали їх, чи не вплине зміщення одного фільму кіновсесвіту Marvel на всі інші проєкти, зокрема наступні фільми та серіали на сервісі Disney+. Вони заявили, що планують випустити «вдову» до «Вічних», але це не вплине на дати виходу інших майбутніх стрічок. Це може бути зумовлене тим, що фільм є приквелом і не буде зв'язаний з подіями наступних проєктів, бо останні відбуваються в іншому проміжку часу.
У квітні Disney повністю змінив план випуску Четвертої Фази, призначивши Чорній Вдові дату виходу Вічних 6 листопада в США і де-факто 5 листопада в Україні та перемістив усі інші фільми Четвертої Фази. У вересні 2020 Ентоні Д'Алессандро з Deadline Hollywood повідомив, що Disney знову розглядає можливість перенесення фільму «Чорна вдова», і Variety повідомив, що незабаром після цього Disney, ймовірно, перенесе знімання фільму через низькі касові збори для Мулан в Китаї й Warner Bros. Пізніше в тому ж місяці Disney перенесла реліз на 7 травня 2021 року в США, у результаті знову змінивши розклад Четвертої фази.
У березні Чапек заявив, що «Дісней» планує випустити «Чорну вдову» в кінотеатрах 7 травня. «Крайній термін» Голлівуд знову зазначив, що затримка фільму або його одночасний випуск у «Діснеї+» все ще є можливістю, а також випуск у кінотеатрах на коротший проміжок часу роблячи його доступним на Disney +. Чапек незабаром додав, що Дісней сподівається залишатися гнучким, коли вони оцінюють поведінку споживачів, і остаточне рішення про випуск фільму вони приймуть в «останню хвилину». До кінця місяця Дісней переніс дату виходу фільму на 9 липня 2021 року та оголосив, що стрічка вийде одночасно на Disney+ з Premier Access. Карім Даніель, голова Disney Media and Entertainment Distribution, заявив, що цей «гнучкий» випуск дозволив Disney «сконцентруватися на наданні споживчому вибору та обслуговуванні нових уподобань авдиторії».

### Рекламна кампанія
Після офіційного анонсу «Чорної вдови» на San Diego Comic-Con 2019, Кевін Файгі, Кейт Шортленд і основний склад акторів представили ексклюзивні кіноматеріали з кадрами, знятими за останні 30 днів фільмувань.
3 грудня 2019 на відеохостинг YouTube був завантажений перший трейлер фільму, який також містив деякі кадри з кіноматеріалу, показаного на San Diego Comic-Con 2019. Кілька коментаторів відзначили, що фільм був довгоочікуваним і потрібним для фанатів, також багато людей відзначили шпигунський тон. Рейчел Лейшман з The Mary Sue описала свій перегляд трейлеру як «напрочуд емоційно» та сказала, що встановлення подій між «Протистоянням» та «Війною нескінченности» дозволить показати ріст персонажа від фонового поряд з іншими Месниками до зрілішої форми. Скот Мендельсон з журналу Forbes порівняв загальні історію та фон трейлера з фільмами «Атомна блондинка», «Червоний горобець» і «Анна», але відзначив, що той факт, що головним героєм є Чорна вдова значно підвищить касові збори, на відміну від зазначених вище стрічок. Річард Ньюбі з The Holywood Reporter помітив вагомі відмінності між оповіддю і стилем режисури Шортланд і Джона Фавро, Джосса Відона та братів Руссо, які розвивали образ Чорної вдови у попередніх творах кіновсесвіту Marvel. На початку січня сервіс з продажу квитків Fandango поставив стрічку на друге місце в рейтингу найочікуваніших фільмів 2020 року.

#### Промо-матеріали у мережі
- Постери:

1. Тизер-постер був опублікований 3 грудня 2019 року.

- Трейлери:

1. Дебютний трейлер опублікували 3 грудня 2019 року у мережі.
2. Спеціальний ролик був викладений 14 січня 2020 року.
3. Півхвилинний ролик показали на Супербоул 2020, а 3 лютого 2020 року виклали у мережі.
4. Фінальний трейлер був опублікований 9 березня 2020 року.

#### Позов до суду
У кінці липня 2021 року Скарлетт Йоганссон подала позов до компанії Walt Disney в Верховний суд Лос-Анджелеса. У позові стверджується, що випуск фільму на стрімінг-сервісі Disney+ (крім кінотеатрального релізу) порушив умови контракту актриси. У заяві говориться, що одночасний цифровий реліз кінострічки звільнив Disney від виплати «дуже великих бонусів від касових зборів», на які, як повідомляється, мала б право Йоганссон. Компанія Disney відповіла заявою, в якій назвала позов «сумним і засмучує», зазначивши, що юристи компанії не знайшли «у позову ніяких сильних сторін». Крім того, було заявлено, що контракт Йоганссон повністю виконаний. Браян Лурд, агент Йоганссон і співголова «Creative Artists Agency» (CAA), відреагував на звернення Disney, заявивши, що компанія «безсоромно звинуватила міс Йоганссон у відсутності співпереживання глобальної пандемії коронавируса». Лурд викрив Disney у «відмові від творчих та фінансових партнерів» через прибутку стрімінг-сервісу.
Готуючи статтю для «The Hollywood Reporter», Ерік Гарднер вважав, що справа Йоганссон має «слабкий потенціал», оскільки суперечки такого роду зазвичай відбуваються «за закритими дверима суду». Оскільки у Йоганссон була б судова застереження в рамках її угоди з Marvel, актриса була змушена подати позов саме про втручання, а не про «пряме порушення контракту». Гарднер поспішив не погодитися з невдоволенням Йоганссон тим, що Disney «Не почекав кілька місяців, поки ринок не оговтається» від наслідків пандемії коронавируса. Автор зазначив, що компанія вже кілька разів відкладала прем'єру картини. Гарднер уточнив, що «після „Месників: Завершення“ Disney не хотіла чекати надто довго», щоб випустити «Чорну вдову», особливо в той момент, коли кіновсесвіту «переходить до нової фази», а в фільмі з'являється «кілька нових ключових персонажів для майбутнього КВМ, в тому числі і Єлена Бєлова».

### Домашній медіа-випуск
«Чорна вдова» вийшла у США для цифрової дистрибуції на студії Walt Disney Studios Home Entertainment 10 серпня 2021 року, а на Ultra HD Blu-ray, Blu-ray та DVD — 14 вересня. Фільм став доступним для перегляду всім підписникам Disney+ 6 жовтня.

## Сприйняття

### Касові збори
За даними на 8 серпня 2021 року фільм «Чорна вдова» заробив $183,7 в США і Канаді, $196 на інших країнах; в усьому світі — $379,6. Крім того, на стрімінг-сервісі Disney+ картина зібрала $ 60 мільйонів у всьому світі; загальна сума зборів складає $ 419 758 784.
У червні 2021 року Boxoffice Pro прогнозував, що «Чорна вдова» заробить $ 65-90 мільйонів в перші вихідні, а загальні домашні касові збори складуть $ 155—225 мільйонів. В наступному місяці Boxoffice Pro переглянув свій прогноз до $ 80-110 мільйонів в перші вихідні і $ 205—310 мільйонів у цілому на внутрішньому ринку через сильну попереднього продажу квитків і позитивного прийому критиків. За іншими прогнозами, фільм відкриється в межах $ 80-90 мільйонів всередині країни, і в межах $ 50 мільйонів на інших територіях, що в загальній сумі складає $ 140 мільйонів в перший уїк-енд; Disney прогнозує $ 75 мільйонів в прем'єрний вікенд в США. Fandango повідомив, що в 2021 році у фільму найбільше предпродаж квитків, і він перевершив інші фільми КВМ, такі як «Доктор Стрендж» (2016) і «Людина-павук: Повернення додому» (2017).
У перший день домашнього прокату фільм заробив $39,5 мільйона, в тому числі $13,2 мільйонів з вечірніх показів в четвер, що зробило «Вдову» рекордсменом по зборах в прем'єрний день з початку пандемії COVID-19. У дебютні вихідні картина зібрала в усьому світі $ 219,2 млн, включаючи $ 80,4 млн — у США і Канаді, $ 78,8 млн — у інших країнах і $ 60 млн — на стрімінг-сервісі Disney +. Зароблені в домашньому прокаті $ 80 млн стали найбільшим дебютним уїкенд з початку пандемії COVID-19 (попередній рекорд тримав «Форсаж 9» — $ 70 млн) і третім результатом дебютних вихідних для сольного фільму КВМ після «Чорної пантери» ($202 млн) і "Капітана Марвел "($153,4 млн).

### Потоковий перегляд глядачів
Завдяки Disney+ Premier Access Black Widow заробила 60 мільйонів доларів у всьому світі під час перших вихідних; це був перший фільм, за яким компанія Disney оприлюднила дохід Premier Access, а його дохід спрямовується у бік США. Додаток для відстеження глядачів Samba TV, який вимірює щонайменше п'ять хвилин перегляду на розумних телевізорах у більш ніж 3 мільйонах хатах США, повідомило, що 1,1 мільйона будинків переглянули фільм на перші вихідні. Дедлайн Голлівуд зазначив, що ця авдиторія збільшила дохід Disney приблизно на 33 мільйони доларів, враховуючи ціну Premier Access у 29,99 доларів США, яка вирівнялася з оголошеними 60 мільйонами доларів світового доходу. Наступних вихідних «Дедлайн» повідомив, що «Чорна вдова» стала найбільш піратським фільмом минулого тижня. На сайті також зазначено, що Disney отримує близько 85 % доходу Disney+ Premier, розподіляючи решту з такими провайдерами платформ, як Amazon Firestick та Apple TV+. Пізніше телеканал Samba заявив, що фільм транслювався понад 2 мільйони разів у США за перші 10 днів виходу, що додало до загального внутрішнього доходу від Disney+ близько 59,98 мільйонів доларів. Телеканал Samba також повідомив в оновленні про 10-денну авдиторію у Великій Британії (258 000), Німеччині (116 000) та Австралії (47 000).

### Відгуки
На веб -сайті агрегатора оглядів Rotten Tomatoes фільм має рейтинг схвалення 80 % на основі 410 відгуків із середнім рейтингом 7/10. Критичний консенсус сайту звучить так: «Більш глибокі теми» Чорної вдови «заглушуються у всіх подіях, але це залишається міцно розважальною автономною пригодою, яку завершує зірковий акторський склад». На Metacritic фільм має середньозважену оцінку 67 із 100 на основі 55 критиків, що свідчить про «загалом сприятливі відгуки». Авдиторія, опитана CinemaScore, оцінила фільм середньою оцінкою «А–» за шкалою від A+ до F, тоді як PostTrak повідомив, що 88 % глядачів оцінили його позитивно, 69 % сказали, що неодмінно рекомендують його.
Пишучи для The Hollywood Reporter, Девід Руні назвав Чорну Вдову «високооктановим шпигунським трилером», який «[відсувається] від шаблону супергероїні». Руні додав, що фільм був «зоряним транспортним засобом» для Йоганссона, і похвалив акторів другого плану. Джошуа Рівера з Полігону написав: «Чорна вдова має фокус, який освіжає КВМ, дозволяючи їй відчути стиль і веселощі, що справді приємно, коли ви переживете дивність неперервности фільму в КВМ», хоча він сказав, що фільм відчуває «порожнім» після смерті Романової в «Месниках: Завершення». Ерік Кон з IndieWire поставив фільму оцінку «B», написавши: «Подібно привітною легкості фільму» Людина-павук: Повернення додому «, сага про Наташу і Олені не намагається втручатися в долю відомої всесвіту, щоб зробити її роботу стоїть. Щодо низькі ставки допомагають підкреслити їх похмуру динаміку, по крайней мере, всякий раз, коли рукопашний бій не настає першим. На щастя, фільм працює на цьому фронті, особливо під час бійки між Чорної вдовою і роботизованим вбивцею, відомим як Таскмастер, який повторює кожне її рух. Якщо це останній раз, коли ми бачимо, як Йоганссон вершить правосуддя над своїми нападниками з гімнастичною швидкістю, це підходяще прощання»

## Документальний випуск
У лютому 2021 року був анонсований документальний цикл Marvel Studios: Загальний збір. Спеціальні випуски показують створення фільмів та телевізійних серіалів КВМ за лаштунками з учасниками акторського складу та додатковими креативними особами. Спеціальний випуск для «Чорної вдови» за участю Йоганссона заплановано випустити на Disney+ незабаром після кінопрем'єри фільму.

## Сиквел
П'ю повторно зіграє свою роль у серіалі Disney+ «Соколине око», що оголосили в сцені фільму після титриів. У червні 2021 року Шортленд висловила зацікавленість у постановці ще одного фільму в КВМ, і зазначила, що потенційне продовження Чорної вдови, найімовірніше, буде обертатися навколо іншого персонажа, оскільки Наташа Романова мертва. Вайс заявила, що їй буде цікава майбутня сюжетна лінія, у якій Востокова стала її коміксною версією Залізної діви.